# Comté d'Anjou
930–1360
Entités suivantes :
- Duché d'Anjou

Dans l'histoire de l'Anjou, le comté d'Anjou émerge au Xe siècle en conséquence de la dislocation du royaume carolingien. Il devient l'une des plus importantes principautés du royaume de France aux XIe et XIIe siècles. En 1204, le roi de France Philippe Auguste met la main sur le comté. Celui-ci retrouve une certaine autonomie à partir du règne de Saint Louis en tant qu'apanage. L'Anjou est érigé en duché au début de la guerre de Cent Ans.

## L'essor d'un grand fief

### La naissance du comté d'Anjou

#### Les débuts
L'Anjou faisait partie de l'honneur des Robertiens — les ancêtres des Capétiens. Peu à peu, les vicomtes d'Angers, représentés par Ingelger, s'émancipent de leur tutelle, comme d'ailleurs leurs voisins, les vicomtes de Blois.
Foulques Ier d'Anjou reçoit la vicomté d'Angers sous Charles le Simple. Il est le premier à s'intituler « comte d'Anjou », dans une charte de 929 qui précise son mariage avec Rocille, fille d'un seigneur de Touraine, qui lui apporte notamment Loches.
Son fils, Foulques II le Bon, succède à son père en 942. Il se marie une première fois à Gerberge qui lui donne trois enfants dont son héritier, Geoffroy Ier d'Anjou. Opposé au comte de Blois, il épouse la sœur de celui-ci, devenue veuve du comte de Nantes et duc de Bretagne Alain Barbetorte, en 952. Le comte de Blois, Thibaud le Tricheur, qui s'était vu confier la tutelle du fils d'Alain, Drogon, le confie à son tour à Foulques avec la suzeraineté du comté de Nantes jusqu'à la majorité de celui-ci. Cependant, à la mort de Drogon en 958, peut-être tué par Foulques, le comte d'Anjou met la main sur le comté de Nantes. Les seigneurs bretons préféreront porter le bâtard d'Alain, Hoël, au titre de comte de Nantes à la mort de Foulques en 960.
Geoffroy Ier Grisegonelle succède à son père en 960. Il rejoint le roi Lothaire et Thibaud de Blois pour combattre les normands de Richard Ier puis se tourne vers le sud pour combattre Guillaume Fièrebrace, comte de Poitiers et duc d'Aquitaine, dont il obtient en 973 le fief de Loudun. Il rejoint une nouvelle fois l'armée de Lothaire et d'Hugues Capet contre l'empereur Otton II qui assiège Paris. Il épaule également son allié le comte de Nantes Hoël contre le comte de Rennes Conan Ier de Bretagne à la bataille de Conquereuil en 981. Il reconnaît Hugues Capet comme roi de France à l'élection de celui-ci, et mourra de maladie en sa compagnie, le 21 juillet 987, lors du siège du château de Marçon. Son fils, Foulques III, dit Foulques Nerra, lui succède.

#### Le comté à l'avènement de Foulques Nerra
Le comté d'Anjou est alors centré sur le pagus d'Angers. La domination angevine s'étend sur une partie des Mauges. Le domaine englobe alors Vihiers et dépasse le Thouet, avec Méron. À l'est, le Saumurois est devenu propriété des comtes de Blois. La limite du territoire angevin a reculé jusqu'à Gennes. Cependant, les comtes d'Anjou restaient encore partiellement implantés en Touraine : Saint-Épain, Ligueil, Villentrois, Loches, Amboise, Monnaie, Courçay, potentiellement Semblançay, Saint-Christophe, Château-la-Vallière et enfin Chenu.
Ces possessions clairsemées pouvaient former un vaste réseau permettant d'enserrer Tours et de menacer la souveraineté des comtes de Blois dans la région.
Au nord, sur les confins du Maine, La Pellerine, Noyant, Genneteil et Le Lude à l'est, Parcé-sur-Sarthe et Précigné dans la vallée de la Sarthe, et Bazouges dans la vallée de la Mayenne, sont possessions angevines. À l'ouest, la frontière reste floue, sans cesse redessinée par les Bretons. Le traité d'Entrammes leur concédait le territoire d'Entre deux rivières (probablement entre Mayenne et Sarthe). Sur la Loire, la frontière était établie à Ingrandes-sur-Loire.

### Les acquisitions deFoulques Nerra

#### La conquête du Saumurois
En 990, à la suite de la mort d'Alain de Bretagne, comte de Nantes, Conan Ier, comte de Rennes, se jette à l'assaut du comté et prend Nantes. Deux raisons poussent Foulques à intervenir : premièrement, les comtes d'Anjou prétendent à la suzeraineté du comté de Nantes. Deuxièmement, le comte de Rennes est alors un vassal du comte de Blois, ennemi juré des comtes d'Anjou. Le comte de Blois, Eudes Ier, en profite d'ailleurs pour attaquer l'Anjou la même année. Voulant éviter de combattre sur deux fronts, Foulques décide de parer Eudes avant de s'occuper du comte de Rennes. Il repousse les attaques du comte de Blois, et se retrouve à incendier les faubourgs de Blois, pousse jusqu'à Châteaudun et libère Amboise. Il mène également quelques expéditions contre Saumur, Chinon, et Montsoreau entre autres.

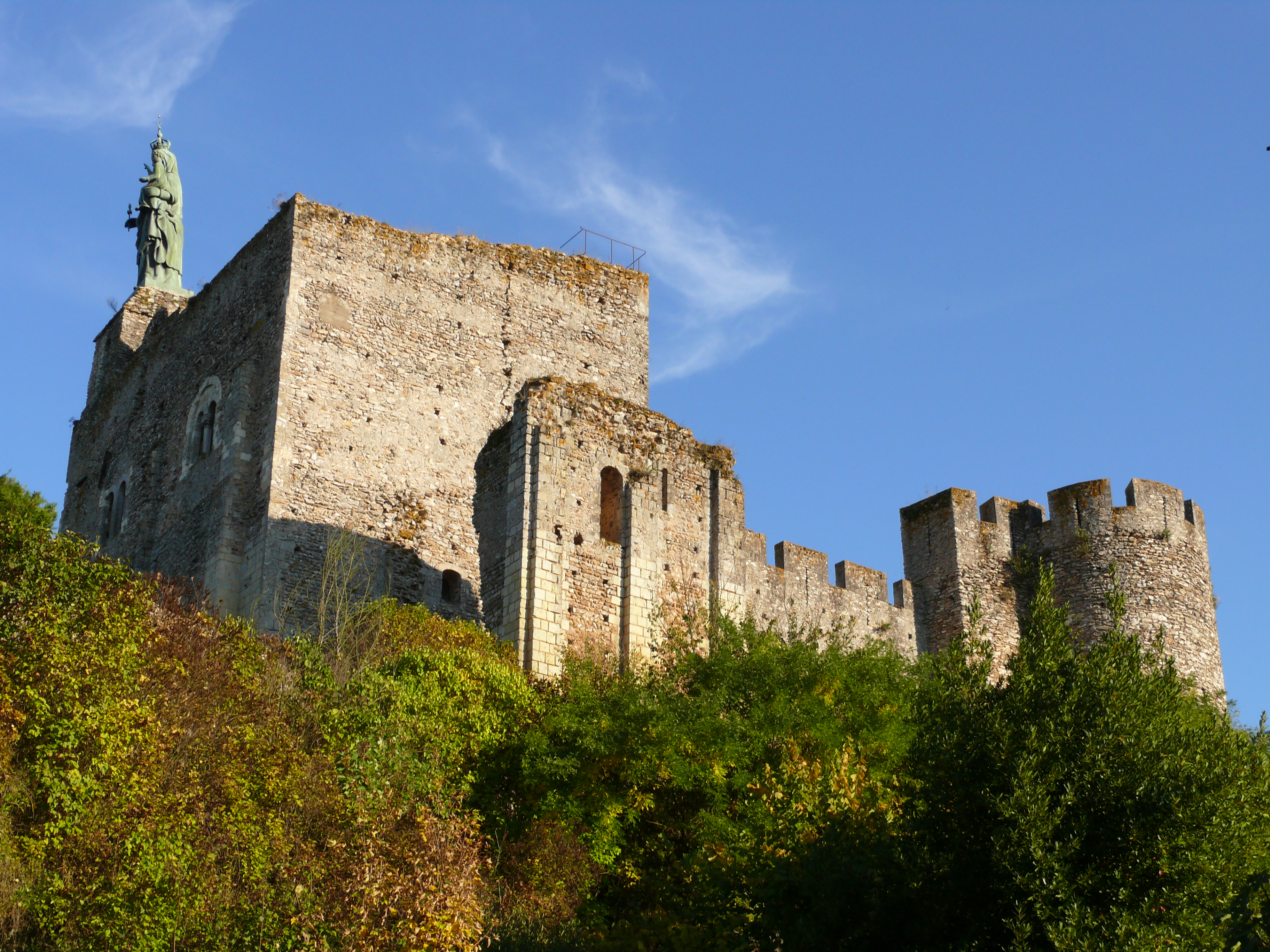
Vue du donjon de Montbazon aujourd'hui.

Ayant repoussé la menace à l'est, Foulques peut à présent s'occuper de l'ouest, et de Conan. Au printemps 992, il assiège Nantes qu'il prend en trois semaines, apparemment par trahison. Il se retire ensuite afin de renforcer ses troupes. Pendant son absence, Conan et ses alliés normands reprennent la ville, et rencontrent l'armée de Foulques qui se porte à l'aide des habitants. Les deux comtes décident de livrer bataille sur la lande de Conquereuil, sur laquelle s'étaient déjà affrontées les deux armées en 981. C'est la seconde bataille de Conquereuil le 27 juin 992, qui voit la mort de Conan, et la défaite de l'armée bretonne. Foulques Nerra place alors Judicaël de Nantes à la tête du comté, sous la tutelle de son vassal le vicomte Aimery III de Thouars qui portera le titre de comte de Nantes de 992 à 994, jusqu'à la majorité de Judicaël,.
Foulques reprend alors l'offensive en Touraine, dont le but est à terme de s'emparer de Tours. Soutenu par le roi de France, Hugues Capet, il s'enfonce en Poitou et fait construire à 20 km de Tours, le château de Langeais vers 994-995. Eudes rassemble alors son armée, et vient y mettre le siège fin 995 alors que Foulques s'y est réfugié. En mauvaise posture, il pense alors à se rendre quand intervient l'armée royale menée par Hugues Capet. Eudes négocie alors une trêve en février 996, permettant ainsi à Foulques de conserver Langeais. Le mois suivant, Eudes décède. Profitant alors du soutien royal, et du décès du comte de Blois, Foulques reprend l'offensive et met la main sur Tours dans le courant de l'année, avec l'aide du comte de la Haute-Marche et du Périgord.

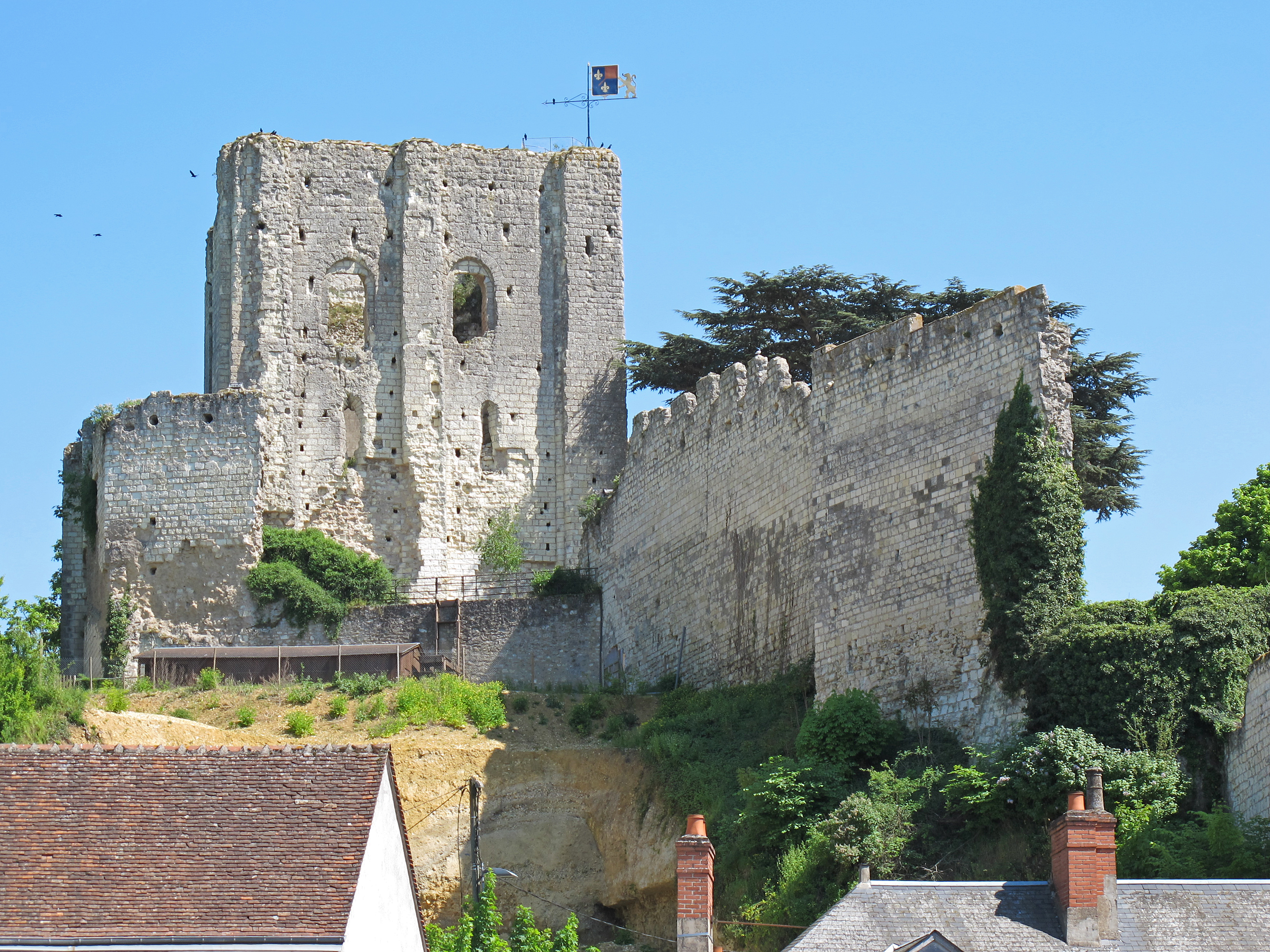
Vestige du donjon de Montrichard.

Cependant, la mort d'Hugues Capet en octobre 996 renverse les alliances. Robert le Pieux, son successeur, épouse la veuve du comte de Blois, Berthe de Bourgogne, et prenant parti pour cette dernière, il vient reprendre Tours à Foulques, début 997. Foulques, prenant son mal en patience, part en pèlerinage en Terre sainte en 1002. Les partisans d'Eudes II de Blois profitent de cette absence, et attaquent le comté d'Anjou. À son retour, Foulques riposte en envahissant le Saumurois et en érigeant le château de Montrichard et de Montbazon. À la cour du roi, l'Anjou retrouve une certaine influence : sous la pression de l'Église, Robert avait été forcé de quitter Berthe, et d'épouser Constance d'Arles, fille de Guillaume Ier, comte de Provence et d'Arles, et d’Adélaïde-Blanche d’Anjou, et donc cousine germaine de Foulques. Celui-ci complote alors avec Constance dans le but d'éliminer Hugues de Beauvais, fidèle du roi et partisan de Berthe. En 1008, alors qu'Hugues et le roi chassent en forêt d'Orléans, douze hommes en armes surgissent et se jettent sur Hugues avant de le tuer sous les yeux du roi. Les assassins s'enfuient alors dans le comté d'Anjou, où Foulques leur donne asile, avouant du même coup sa complicité dans l'affaire. L'affaire fait scandale, et un synode est tenu à Chelles le 16 mai 1008, dans le but d'excommunier le comte d'Anjou. Celui-ci, pour se racheter de sa faute, décide de partir une seconde fois en pèlerinage.

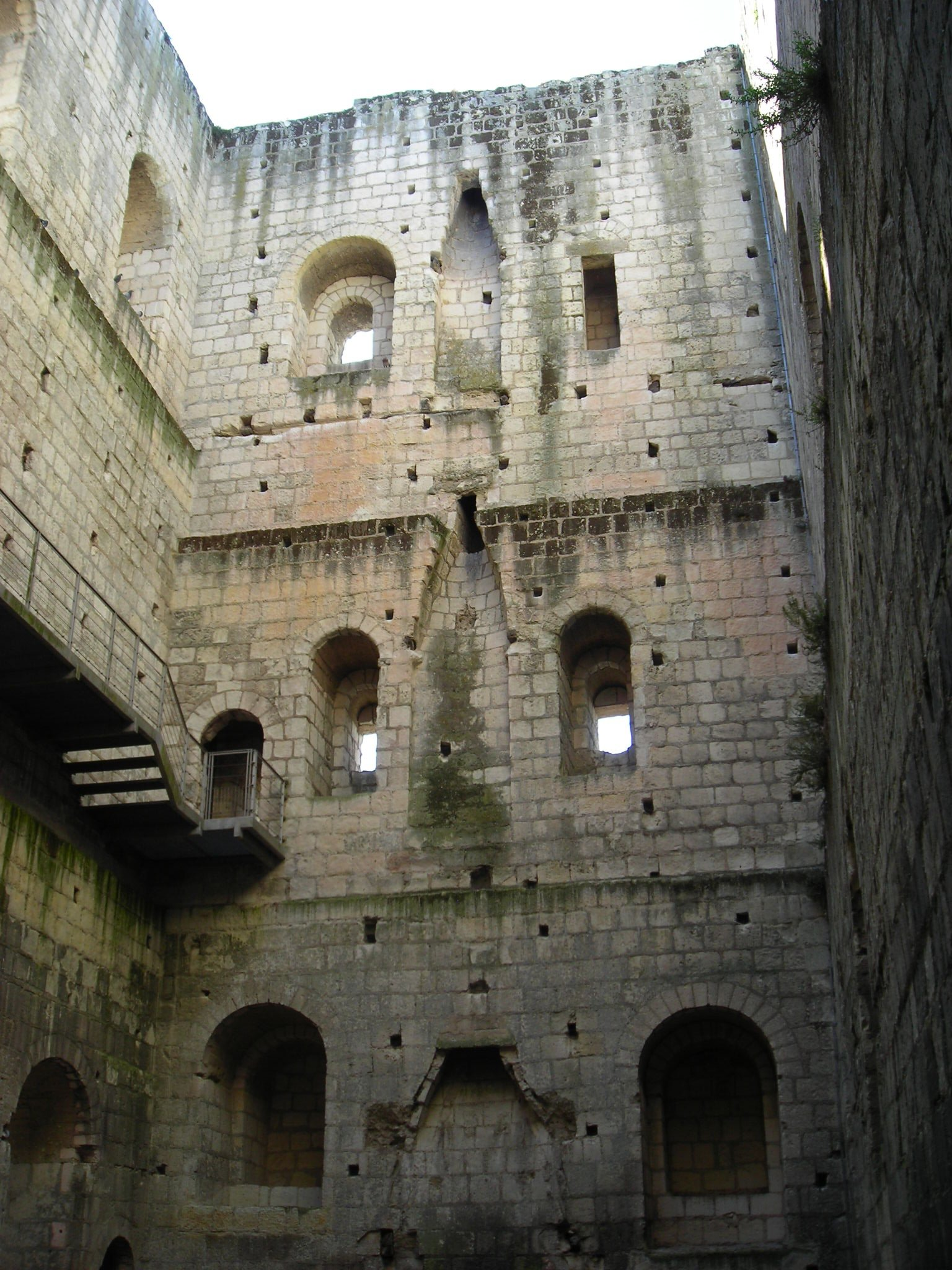
Intérieur du donjon de Loches.

S'ensuit alors une période d'accalmie, qui se termine en 1016 par le siège de Montrichard par Eudes II, comte de Blois. Foulques décide de partir à sa rencontre, et entraine avec lui Herbert Ier, comte du Maine. Les Angevins rencontrent l'armée du comte de Blois le 6 juillet 1016, à la bataille de Pontlevoy mais sont défaits, Foulques lui-même est grièvement blessé. Alors que la victoire semblait revenir aux Blésois, le comte du Maine arrive en renfort, et renverse l'issue du combat. Exsangues, les deux comtes observent alors une période de paix, de courte durée. En 1017, alors qu'Eudes se brouille avec le roi au sujet de la succession de la Champagne, Foulques en profite pour établir, à quelques kilomètres de Tours, la forteresse de Montboyau, et pour attaquer de front Saumur, possession de Gelduin, vassal du comte de Blois, afin de libérer la route vers Tours. Pour ce faire, il fait construire en 1020 la forteresse de Trèves, en plein Saumurois.
Eudes, qui avait fini par se réconcilier avec le roi, se lance alors à l'assaut de Montboyau, aidé par Gelduin, venu lui prêter main-forte avec la garnison de Saumur. Alors qu'il se trouve dans les environs de Brain-sur-Allonnes, Foulques apprend la supériorité numérique de ses adversaires à Montboyau, et également l'abandon de Saumur par sa garnison, laissant la ville sans défenseurs. Changeant ses plans, Foulques traverse la Loire, et attaque Saumur, que les habitants tentèrent en vain de défendre. Il met alors la ville à sac et s'en empare, dans l'été 1026. Apprenant la nouvelle, Eudes décide cependant de s'en tenir au siège de Montboyau, qu'il pense être sur le point de tomber. Sans attendre, Foulques se porte vers Montbazon, qui lui avait été prise. Eudes, voyant que le siège de Montboyau traînait en longueur, le lève et se dirige vers l'armée de Foulques, qui, une fois Montboyau dégagé, évite le combat et vient camper dans les environs de Loches. Eudes, en désespoir de cause, tente alors de reprendre Saumur. Mais celle-ci, au main de Foulques depuis un mois, lui résiste et fait traîner le siège en longueur. La saison des vendanges approchant, Eudes doit se retirer, et licencier son armée.
Quelques semaines plus tard, Eudes revient tenter une nouvelle attaque, mais est stoppé par les moines de Saint-Florent, craignant pour leur monastère, déjà mis à sac par Foulques lors de la prise de Saumur. Les deux comtes parviennent à un accord : Eudes renonce définitivement à Saumur, alors que Foulques s'engage à détruire la forteresse de Montboyau. Eudes tente de prendre sa revanche en 1027 en attaquant Amboise par surprise, mais échoue et se replie sur Blois.

#### L'intégration des Mauges
Au début du XIe siècle, les Mauges échappent encore au pouvoir comtal. Après le vide politique laissé par les Normands, la majeure partie des terres revient à Renaud Torenche, un proche du comte d'Anjou. Celui-ci est nommé vicomte en 966 par Geoffroy Grisegonelle, dans l'espoir de récupérer ce pagus des Mauges. À la mort de Renaud en 1001, son fils, Renaud II, devenu évêque d'Angers, hérite des possessions de son père. Foulques Nerra tente de s'attirer les bonnes grâces de Renaud, mais entre finalement en conflit avec lui quand l'évêque décide de faire hériter de ses terres les chanoines de la cathédrale d'Angers. Afin de se prémunir contre toute tentative de Foulques, Renaud parvient à obtenir une bulle papale de Jean XVIII approuvant la donation, le souverain pontife ayant probablement été influencé par les comtes de Blois,. Renaud II obtient également le soutien du roi Robert le Pieux, influencé par sa femme Berthe, veuve d'Eudes Ier, comte de Blois. À son retour de pèlerinage, Foulques tente un procès contre Renaud, qu'il perd. Cependant, la mort de Renaud en 1005 lui permet de nommer un nouvel évêque, Hubert de Vendôme. Avec sa complaisance, et par son intermédiaire, Foulques positionne dans les Mauges ses chevaliers les plus fidèles, vassalisant ainsi ces terres qui lui avaient échappé, tout en utilisant Hubert comme couverture.
Reste pour intégrer totalement les Mauges au comté, les terres de l'abbaye de Saint-Florent du Mont-Glonne, affiliée à Saint-Florent de Saumur, et donc sous l'influence des comtes de Blois. La prise de Saumur par Foulques en 1026 permet d'intégrer Saint-Florent au comté. L'intégration des Mauges sera complétée par l'édification de forteresses, notamment la fortification de Saint-Florent aux alentours de 1035, ainsi que l'édification de Montrevault (1006), Montjean (1020), Montfaucon (1026), Beaupréau (1029-1061), Cholet et Maulévrier.

## La maturité du domaine angevin

### Les successeurs de Foulques Nerra

#### La conquête de la Touraine par Geoffroy Martel

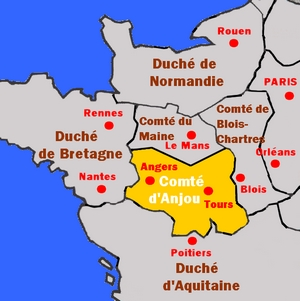
Les principautés du Nord-Ouest du royaume de France vers 1050.

Le fils de Foulques Nerra, Geoffroy II Martel, achève la conquête de la Touraine aux dépens du comte de Blois. Il se fait remettre par le roi Henri I, alors en conflit avec le comte de Blois, la suzeraineté de la Touraine. En 1043, il lance une campagne qui le mène aux portes de Tours et fait le siège de la ville. Le comte de Blois Thibaud III, tente de faire lever le siège de la capitale tourangelle, mais est lourdement défait le 21 août 1044 par Geoffroy lors de la bataille de Nouy. Fait prisonnier à Loches, le comte de Blois doit alors lâcher ses prétentions sur la Touraine et la livre au comte d'Anjou. La conquête de la Touraine est achevée après 54 ans de conflit,.
Il se tourne ensuite vers le comté du Maine. Depuis les années 1030, le territoire est en proie aux influences étrangères : angevine, blésoise et normande. À la mort du comte Hugues IV du Maine, Geoffroy profite de la minorité du jeune Herbert II pour s'arroger l'administration du comté. Ce faisant, il se heurte à Guillaume le Bâtard, duc de Normandie, dont l'influence grandit à mesure que son duché monte en puissance. En 1052, avec l'appui du roi de France, Henri Ier, il chasse les Angevins, sans détruire complètement leur influence sur le Maine. Mais le rapport de force se retourne, la puissance du duché de Normandie devenant gênante pour le roi de France. Il s'allie alors avec Geoffroy afin de chasser Guillaume du Maine, mais l'alliance franco-angevine ne parvint pas à bout des forces normandes.

#### La crise châtelaine
À sa mort, Geoffroy ne laisse pas de fils. Il partage donc ses possessions entre ses deux neveux : Geoffroi III le Barbu a la meilleure part l'Anjou et la Touraine, tandis que Foulques IV le Réchin reçoit la Saintonge et la seigneurie de Vihiers.
En 1061, Guillaume VIII, duc d'Aquitaine, occupe la Saintonge, mais Geoffroy et Foulques le battent à Chef-Boutonne et Foulques récupère la Saintonge, cependant pour peu de temps, car Guillaume la reprend l'année suivante et chasse l'armée de Foulques.

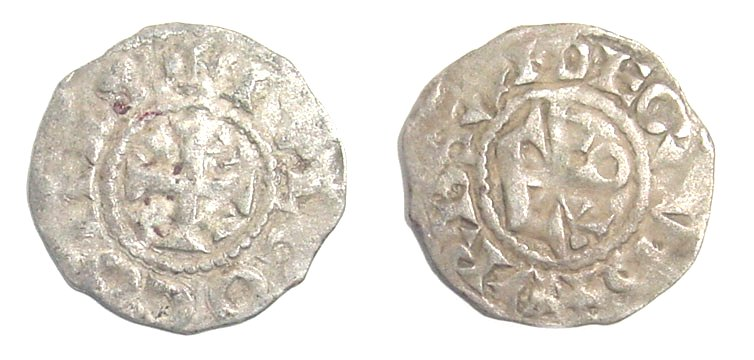
Monnaie de Foulques IV.

Ne voulant se contenter de la seigneurie de Vihiers, il prend la tête de l'opposition baronniale contre son frère, lorsque celui-ci s'empêtre dans une dangereuse lutte contre le clergé. Il gagne facilement à sa cause quelques-uns des plus puissants vassaux de Geoffroy le Barbu, son frère, abandonné déjà par le clergé et excommunié par le légat papal : il s'empare de Saumur le 25 février 1067, puis marche sur Angers le mercredi saint 4 avril 1067. Grâce à la trahison de Geoffroy de Preuilly, de Renaud II de Château-Gontier, de Giraud de Montreuil et du prévôt d'Angers, nommé Robert, s'empare de la personne de Geoffroy et le jette en prison. La punition des traîtres ne se fait pas attendre. Foulques le Réchin ne put ou ne voulut pas préserver ses affidés de la vengeance populaire. Le lendemain jeudi saint, une émeute terrible soulève la ville : Renaud de Château-Gontier, Geoffroy de Preuilly, Giraud de Montreuil, sont massacrés ; le prévôt, appréhendé à son tour, subit bientôt après un sort semblable.
Après une courte réconciliation avec son frère, le combat reprend, et Foulques le capture, le dépose et l'emprisonne à nouveau à Chinon.
Certains de ses nouveaux vassaux, parmi lesquels Sulpice II d'Amboise, contestent son titre, il aura toujours affaire à une opposition en Anjou, où s'installe l'anarchie féodale. Pour s'assurer du soutien du roi Philippe Ier, il lui cède le Gâtinais. Il doit soumettre un par un ses vassaux turbulents, n'hésitant pas à prendre et incendier des châteaux.
Pour résister au duc de Normandie Guillaume le Conquérant, il conclut plusieurs alliances, mariant sa demi-sœur Hildegarde à Gui-Geoffroy-Guillaume VIII d'Aquitaine et sa fille Ermengarde d'Anjou au duc de Bretagne Alain Fergent. Il soutient aussi les barons du Maine en révolte contre le duc de Normandie.
Il a avec l'archevêque de Tours une querelle qui faillit le faire excommunier; mais ses libéralités lui assurent l'indulgence des commissaires nommés par le pape pour examiner sa conduite. Bertrade de Montfort, sa femme, lui est enlevée par Philippe Ier, roi de France. Il doit aussi combattre la révolte de son fils Geoffroy IV Martel, qui, plus tard, en commis du comté, sera tué au siège de Candé en 1106. Après une domination politique reconnue de quarante-et-une années, il meurt à Angers en 1109.

#### L'intégration du Maine
À la fin du règne de Foulques le Réchin, l'Anjou se trouve affaibli. Le Gâtinais a été donné au roi de France, le Maine est sous domination bretonne, la Touraine s'émancipe. De plus, l'agitation des vassaux continue de plus belle.
Fils de Foulques IV le Réchin, Foulques V le Jeune devient comte du Maine et d'Anjou en 1109. Il soumet les vassaux rebelles, prenant les châteaux de Doué et de L’Isle-Bouchard (1109), de Brissac (1112), de Montbazon (1118) et de Montreuil-Bellay (1124). Il réprime également les tentatives d’indépendance des bourgeois, freine les mouvements d’émancipation communale et se fait obéir de la féodalité ecclésiastique.
Juste après son avènement, il épouse Erembourg (ou Aremburge), fille et héritière d'Hélie (ou Hélie) de Beaugency, comte du Maine. Ce mariage rattache définitivement le Maine à l'Anjou, mais le contraint à mener une politique louvoyante entre Henri Ier Beauclerc, roi d'Angleterre et duc de Normandie, et Louis VI le Gros, roi de France.
Mais son action ne se limite pas à une politique intérieure, et il intervient dans le conflit qui oppose les héritiers de Guillaume le Conquérant. Il s’allie au roi Louis VI le Gros, reçoit en échange la charge de sénéchal et soutient avec son roi la cause de Guillaume Cliton, prétendant au duché de Normandie contre son oncle Henri Ier Beauclerc, roi d’Angleterre. En 1112, l’aide de Louis VI lui permet de conserver le Maine envahi par Henri Beauclerc. En 1113, il se rapproche du roi anglais et fiance sa fille Mathilde à Guillaume Adelin, fils d’Henri Beauclerc. En 1116, il revient à l’alliance capétienne et combat Thibaut IV de Blois, neveu d’Henri et ennemi de Louis VI, puis participe à la campagne de Louis VI en faveur de Guillaume Cliton et contre Henri. La mort au combat du comte Baudouin VII de Flandre (1119), autre soutien de Guillaume Cliton, incite Louis et Foulques à conclure un accord avec Henri Beauclerc, et Guillaume Adelin épouse Mathilde.
Foulques profite de cette paix pour effectuer un pèlerinage à Jérusalem qu’il atteint en mai 1120 et où il se fait apprécier par sa valeur, son courage et sa piété. Quand il rentre en Europe, il apprend que Guillaume Adelin est mort le 25 novembre 1120 dans le naufrage de la Blanche-Nef, et qu’Henri Beauclerc refuse de rendre la dot. Foulques soutient de nouveau les prétentions de Guillaume Cliton, qu’il marie en 1123 à sa seconde fille Sibylle et lui donne le Maine en dot, mais le pape intervient et annule le mariage le 26 août 1124.
Foulques n’en continue pas moins à soutenir Guillaume Cliton, mais la situation change encore en 1127. D’une part, Charles le Bon, comte de Flandre, est assassiné le 2 mars 1127 ; d'autre part Guillaume Cliton, petit-fils de Mathilde de Flandre et beau-frère de Louis VI le Gros par son second mariage, revendique le comté de Flandre.

#### L'administration des territoires
En même temps que naît le comté d'Anjou, naît la nécessité d'une organisation administrative chargée d'exploiter efficacement le domaine comtal.
Au Xe siècle, Geoffroy Grisegonelle était secondé par un vicomte, chargé de remplacer le comte en cas d'absence, et d'aider celui-ci dans l'administration du territoire. Sous Geoffroy, c'est Renaud le Thuringien, fils de l'évêque d'Angers, qui s'acquitte de cette tâche, qu'il occupa encore pendant quelques années sous Foulques Nerra. La charge semble être héréditaire, puisque son fils, Foucois, le remplace à sa mort. Cependant, après Foucois, le vicomte disparaît : l'omniprésence de Foulques dans les affaires du comté semble avoir rendu la charge inutile. L'administration centrale disparaît, au profit de l'administration locale.
En effet, celle-ci continue à se développer sous Foulques. L'administration locale est confiée à des vicarii, ou vicaires, chargés d'une vicariæ, sorte de circonscription. À l'intérieur de celle-ci, le vicarius administre le domaine, assure les services tels que la justice, la perception des redevances, la police générale, la levée de l'ost ou la mise en place des corvées. Bien que cette charge se perpétue sous Geoffroy Martel, elle tend à disparaître au profit des prévôts. On trouve mention d'un præpositus comtal dès l'an 1000, bien que celui-ci semble administrer le domaine en général, et non une circonscription particulière. Si l'organisation prévôtale apparait sous Foulques Nerra, c'est sous le règne de Geoffroy Martel qu'elle se généralise et remplace définitivement les vicarii. Pour le reste, l'héritage de l'administration carolingienne est bien présente : on trouve au sein du comté des péagiers, des fourriers, des forestiers, des châtelains et des gardiens des places-fortes du comté. Une charge de sénéchal se développe sous Geoffroy Martel, vers le milieu du XIe siècle.
En plus de l'administration officielle, de nombreuses personnes, de par leur filiation ou leur importance, intervenaient dans les affaires du comté. La famille, et notamment la comtesse, en fait partie : à plusieurs reprises, des religieux ou des laïcs vinrent prier Hildegarde, femme de Foulques Nerra, d'intervenir auprès de son époux. Geoffroy Martel concourut également aux affaires du comté avant la mort de son père, et fut notamment chargé du gouvernement de Saumur une fois la ville conquise. Les fidèles du comte, vassaux ou proches agents vivant dans son entourage, pouvaient être consultés, bien que dans certains cas, ils fissent office de témoins. Le comte pouvait également les déléguer pour prononcer un jugement en son absence.
Sous Foulques le Réchin, le sénéchal est pleinement intégré à ce qui ressemble maintenant à une véritable cour. Le comte s'entoure de conseillers siégeant à ses côtés. En plus de la charge de connétable et de chapelain, chargé de diriger la chapelle comtale et le service de chancellerie, on trouve de nombreux chambriers, cellériers et autres fonctionnaires. L'éclat de la cour grandit alors que les principaux seigneurs d'Anjou, comme ceux de Thouarcé ou de Trèves, tentent de briguer les offices les plus prestigieux.

### L'insertion dans des ensembles plus vastes

#### L'Empire Plantagenêt

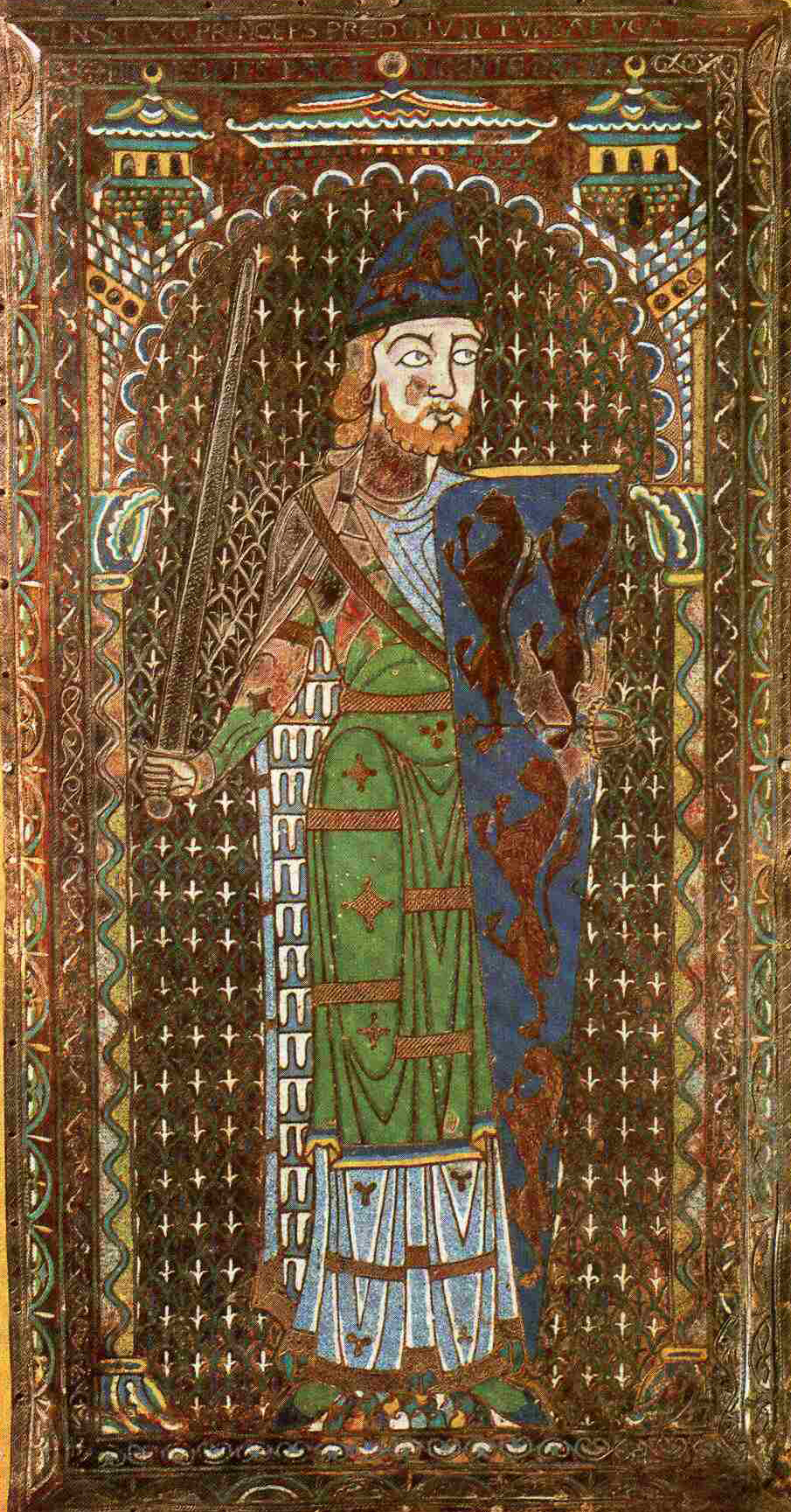
Émail Plantagenêt, effigie funéraire de Geoffroy V d'Anjou, vers 1160. Musée d'archéologie et d'histoire du Mans.

Mathilde, l’unique enfant légitime d’Henri Beauclerc, veuve de l’empereur Henri V depuis 1125, est reconnue héritière du royaume d’Angleterre par son père qui propose sa main à Geoffroy, fils aîné de Foulques. L’accord est rapidement conclu et le mariage est célébré au Mans le 17 juin 1128, jetant ainsi les bases de l’Empire Plantagenêt. Trois mois plus tôt, le 31 mai 1128, Foulques avait pris la croix et, après une dernière visite à Fontevrault où s’était retirée sa fille Mathilde, veuve de Guillaume Adelin, confie tous ses domaines à son fils et part définitivement en Terre sainte, au début de l’année 1129,.

Blason de Geoffroy V d'Anjou dit Plantagenêt.

Quand le roi Henri Ier d'Angleterre mourut en 1135, laissant son trône sans héritier mâle, le cousin de Mathilde, Étienne de Blois, s'empara du trône d'Angleterre et du même coup du duché de Normandie. Pendant que son épouse tournait son attention vers l'Angleterre, Geoffroy concentra la sienne sur la conquête de la Normandie. Après une vaine tentative en 1135, il entama à partir de 1136 une conquête systématique qui allait durer onze ans. Il fait hommage au roi Louis VI pour le duché, hommage qu'il renouvelle auprès du nouveau roi Louis VII en 1141. Il est maître de Caen, Bayeux, Lisieux, Falaise en 1141. Avranches tombe en 1143 et Arques en 1146.
Avec ces possessions, Geoffroy devient le plus puissant vassal du roi de France. Les rentrées annuelles du trésor normand sont alors évaluées à 260 000 livres tournois, soit autant que le trésor royal. Malgré le titre ducal, il semble que Geoffroy considère alors la Normandie comme une dépendance de l'Anjou. Alors que la monnaie angevine, le denier angevin, circulait en Normandie, il fait fermer les ateliers monétaires de Bayeux et Rouen.
Geoffroy réprima aussi trois révoltes de barons en Anjou, contre le vicomte de Thouars Aimery VI en 1129, 1135 et 1145-1151. Il faudra 3 ans de siège, à partir de 1148, pour que tombe la place de Montreuil-Bellay. La menace de rébellion ralentit son avance en Normandie, et semble être une raison de sa non-intervention outre-Manche.
Dans les dernières années de sa vie, il consolida son contrôle sur la Normandie en réformant l'administration du duché et en 1150, il associa Henri à son gouvernement.
Le fils de Geoffroy et Mathide, Henri II, a un destin extraordinaire puisqu'il devient comte d'Anjou, du Maine, duc de Normandie et d'Aquitaine et roi d'Angleterre. L'Anjou se retrouve au sein d'un vaste ensemble, l'Empire Plantagenêt.
L'ampleur de ce territoire, qui chevauche la Manche, oblige Henri II Plantagenêt à disposer de représentant au sein de chaque État qu'il contrôle. En Anjou, il s'en remet au sénéchal. À partir de 1165, c'est ce personnage qui préside la curia comtale. Son pouvoir grandit : il acquiert bientôt un « domaine » propre prélevé sur celui du comte. Il reçoit en 1187 la garde du Trésor conservé à Chinon puis la garde des châteaux (1199).

#### Le domaine royal capétien
En 1202, le roi de France Philippe Auguste prononce la commise (confiscation) des fiefs continentaux appartenant à Jean sans Terre. Poussée par Guillaume des Roches, sénéchal d'Anjou, une majorité de la noblesse angevine se rallie au Capétien. En 1204, le comté d'Anjou entre donc dans le domaine royal français ainsi que le comté du Maine et le duché de Normandie. Dix ans plus tard, Jean sans Terre tente de récupérer les territoires perdus mais il est battu en terre angevine, à la Roche-aux-Moines. Par le traité de Paris (1259), son fils Henri III renonce à ses prétentions sur la Normandie, l'Anjou, la Touraine et le Poitou.
Saint Louis confie l'Anjou à son frère Charles. Le comté devient ainsi un apanage pour des cadets, donnant naissance à deux dynasties d'Anjou qui s'étendront en Europe comme comtes de Provence, Naples ou roi de Hongrie). La première dynastie finit par monter sur le trône de France en la personne de Philippe VI de Valois. La seconde est inaugurée par le roi Jean le Bon (1350-1364) qui constitue en faveur de son fils Louis un nouvel apanage centré sur l'Anjou.
Le comté d'Anjou est érigé en comté-pairie en 1297, puis en duché en 1360.